# Wilhelm Heinrich Jacob von Kurrer

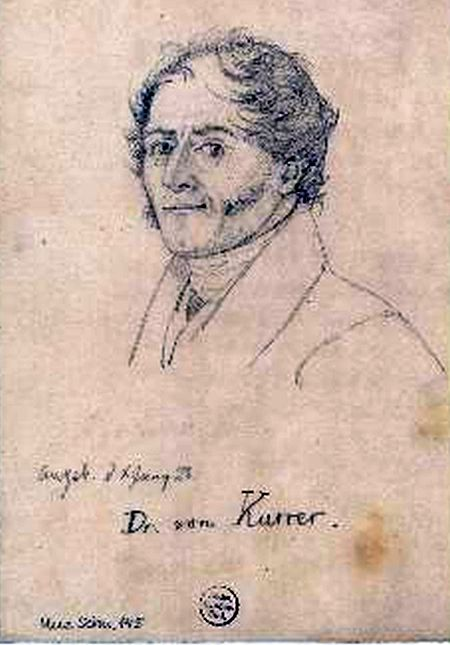
Wilhelm Heinrich Jacob von Kurrer

Wilhelm Heinrich Jacob von Kurrer (* 8. Juni 1782 in Langenbrand (Schwarzwald); † 28. Dezember 1862 in Zwickau) war ein Chemiker, Kattundrucker, Fachbuchautor und Industrieller.

## Leben und Wirken
Kurrer, Sohn eines evangelischen Pfarrers in Langenbrand und Reutlingen, trat 1798 als 16-Jähriger eine Kaufmannsausbildung in der Bodmer’schen Kattunfabrik in Großenhain (Sachsen) an. Schon während seiner Ausbildung zum Handelskaufmann beschäftigte er sich intensiv mit der Chemie der Farben für die Druck- und Färbetechnik von Textilien. Bereits 1802 publizierte er die Erkenntnisse und Erfahrungen, die er dabei gewonnen hatte, in einem Fachjournal, das von Sigismund Friedrich Hermbstädt verlegt wurde.
Das frühindustrielle Unternehmen Schöppler & Hartmann in Augsburg, die damals größte Kattundruckfärberei in Deutschland, übertrug 1815 Kurrer die Stellung als Leiter dieser Manufaktur, die er bis 1830 bekleidete. Im Anschluss daran zog es Kurrer nach Ungarn an die Kattunfabrik des Barons von Puthon zu Sassin. Er übernahm daran anschließend 1832 die Leitung der Kattunfabrik der Gebrüder Porges in Prag.
1844 beendete Kurrer seine industrielle Karriere und konzentrierte sich nur noch auf seine Forschungen und Veröffentlichungen, die er aber auch während seines beruflichen Wirkens nie vernachlässigt hatte. Im Frühjahr 1845 eröffnete er in Prag ein Institut für den Unterricht im Gesamtgebiete der Bleicherei, Druk- (sic!) und Färbekunst. Bereits 1816 hatte er gemeinsam mit Johann Gottfried Dingler das Polytechnische Journal begründet. Im Jahre 1818 übersetzte er zusammen mit Dingler Bancrofts englisches Färberbuch ins Deutsche, dem 1824 die Bearbeitung Vitalis „Grundriß der Färbekunst“ folgte. Joachim Radkau zufolge erfuhr der Textilienfarbdruck nach 1800 durch Dingler, Carl Ludwig Forster und Kurrer neue Impulse und trat in ein erstes Stadium der Verwissenschaftlichung ein.
Bis in sein hohes Alter forschte Kurrer noch auf seinem Spezialgebiet und publizierte dazu noch etliche Bücher und Veröffentlichungen. Am 4. März 1857 erhielt er in Österreich-Ungarn ein Patent „auf die Erfindung, metallische Figuren und Zeichnungen (Desseins) jeder Art in gold- und silberartigem Aussehen auf Geweben und Tapeten darzustellen“.
Als Mitglied zahlreicher Vereine und Organisationen verlieh ihm die Universität Landshut 1823 die Ehrendoktorwürde. Seine Tochter Klara Theresia heiratete 1835 Carl Joseph Kreutzberg.

## Schriften
- Hrsg. (mit K. W. Juch): Neues Journal f. d. Indiennen- u. Baumwollendruckerei. 4 Bde., 1815–17.
- Mgz. f. Druck- u. Färbekunst. 3 Bde., 1818–20.
- Beleuchtung des Braconnotischen Verfahrens, Wolle, Seide, Baumwolle und Leinen mittelst in kaustischem Ammonium aufgelößten Schwefel-Arsenik gelb zu färben; nebst Versuchen dieses Mittel auf die Druckerei dieser Stoffe anzuwenden. In: Polytechnisches Journal. 1820, S. 348 ff. (onb.ac.at).
- Ueber das Bleichen vegetabilischer Stoffe mittelst der liquiden oxydirten Salzsäure (Chlorine). In: Polytechnisches Journal. 1820, S. 394 ff. (onb.ac.at).
- Ueber das Bleichen der vegetabilischen und animalischen Substanzen (Teil ???). In: Polytechnisches Journal. Nr. 6, 1822, S. 155 ff. (onb.ac.at).
- Ueber das Bleichen der vegetabilischen und animalischen Substanzen (Teil ???). In: Polytechnisches Journal. Nr. 7, 1822, S. 314 ff. (onb.ac.at).
- Ueber das Bleichen der vegetabilischen und animalischen Substanzen (Teil ???). In: Polytechnisches Journal. Nr. 9, 1822, S. 111 ff. (onb.ac.at).
- Die Kunst, vegetabil.-animal. u. rein animal. Stoffe zu bleichen. 1831.
- Geschichte der Zeugdruckerei bis auf die neueste Zeit. Nürnberg 1844.[7]
- Die Druck- und Färbekunst in ihrem ganzen Umfange. Oder die Kunst, Schafwoll-, Seiden-, Baumwoll- und Leinen-Stoffe zu drucken und zu Färben (3 Bde.). Carl Gerold & Sohn, Wien 1849.[8]
- Das Bleichen der Leinwand und der leinenen Stoffe in den europäischen Ländern, von dem Standpunkte der Wissenschaft und den practischen Erfahrungen beleuchtet, in steter Hinweisung auf eigene Beobachtungen, Erfahrungen und Verfahrungsarten und den verschiedenen Appreturen, in einem Anhange über den gegenwärtigen Standpunkt und die neuesten Verfahrungsarten in der Kunst, baumwollene Stoffe jeder Gattung auf die schnellste, sicherste und unschädlichste Art, sowohl für den Druck als für den weißen Bedarf vollkommen weiß zu bleichen und zu appretiren. Friedrich Vieweg und Sohn, Braunschweig 1852.[9]
- Das neue Verfahren, Leinwand u. leinene Stoffe zu bleichen, wie es zu Blaubeuern im Kgr. Württemberg eingeführt ist. 1854.
- Ueber kieselsaure Verbindungen (Wasserglas) u. deren vortheilhafte Verwendung in d. Druck- u. Färbekunst, sowie z. Schwermachen, Verdichten, Appretiren usw. verschiedener Webestoffe. 1857.
- Das Neueste od. d. neuesten Entdeckungen u. Erfindungen in d. Gebiete d. Druck- u. Färbekunst. 1858.